# عارف میرزایف
عارف میرزایف (انگلیسی: Arif Mirzoýew؛ زادهٔ ۱۳ ژانویهٔ ۱۹۸۰) بازیکن فوتبال اهل ترکمنستان است.
از باشگاه‌هایی که در آن بازی کرده‌است می‌توان به باشگاه فوتبال نسا عشق‌آباد و باشگاه فوتبال آلتین عصر اشاره کرد. وی همچنین در تیم ملی فوتبال ترکمنستان بازی کرده‌است.